# Gosei 1978
Il Gosei 1978 è stata la terza edizione del torneo goistico giapponese Gosei.

## Svolgimento
- W indica vittoria col bianco
- B indica vittoria col nero
- X indica la sconfitta
- +R indica che la partita si è conclusa per abbandono
- +N indica lo scarto dei punti a fine partita
- +F indica la vittoria per forfeit
- +T indica la vittoria per timeout
- +? indica una vittoria con scarto sconosciuto
- V indica una vittoria in cui non si conosce scarto e colore del giocatore

### Qualificazioni
|  | Semifinali      | Semifinali      | Semifinali |  |                 | Finale          | Finale | Finale |  |
|  |                 |                 |            |  |                 |                 |        |        |  |
|  | Ryotaro Tsujii  |                 |            |  |                 |                 |        |        |  |
|  |                 |                 |            |  |                 |                 |        |        |  |
|  | Masaki Takemiya | Masaki Takemiya | W+R        |  |                 |                 |        |        |  |
|  | Masaki Takemiya | Masaki Takemiya | W+R        |  | Masaki Takemiya | Masaki Takemiya | B+R    |        |  |
|  |                 |                 |            |  | Masaki Takemiya | Masaki Takemiya | B+R    |        |  |
|  |                 |                 | Norio Kudo |  |                 |                 |        |        |  |
|  | Norio Kudo      | Norio Kudo      | B+R        |  |                 |                 |        |        |  |
|  | Norio Kudo      | Norio Kudo      | B+R        |  |                 |                 |        |        |  |
|  | Ryuzo Sakaguchi |                 |            |  |                 |                 |        |        |  |

|  | Semifinali     | Semifinali    | Semifinali    |     |  | Finale | Finale | Finale |  |
|  |                |               |               |     |  |        |        |        |  |
|  | Hideo Otake    | Hideo Otake   | B+3,5         |     |  |        |        |        |  |
|  | Hideo Otake    | Hideo Otake   | B+3,5         |     |  |        |        |        |  |
|  | Tatsuaki Iwata |               |               |     |  |        |        |        |  |
|  |                | Hideo Otake   | Hideo Otake   | B+R |  |        |        |        |  |
|  |                |               |               | B+R |  |        |        |        |  |
|  |                |               | Takaho Kojima |     |  |        |        |        |  |
|  | Takaho Kojima  | Takaho Kojima | B+2,5         |     |  |        |        |        |  |
|  | Takaho Kojima  | Takaho Kojima | B+2,5         |     |  |        |        |        |  |
|  | Naoki Miyamoto |               |               |     |  |        |        |        |  |

|  | Semifinali       | Semifinali       | Semifinali      |                 |       | Finale | Finale | Finale |  |
|  |                  |                  |                 |                 |       |        |        |        |  |
|  | Shoji Sakakibara | Shoji Sakakibara | B+R             |                 |       |        |        |        |  |
|  | Shoji Sakakibara | Shoji Sakakibara | B+R             |                 |       |        |        |        |  |
|  | Masao Sugiuchi   |                  |                 |                 |       |        |        |        |  |
|  |                  | Shoji Sakakibara |                 |                 |       |        |        |        |  |
|  |                  |                  |                 |                 |       |        |        |        |  |
|  |                  |                  | Utaro Hashimoto | Utaro Hashimoto | W+4,5 |        |        |        |  |
|  | Shuzo Ohira      |                  | Utaro Hashimoto | Utaro Hashimoto | W+4,5 |        |        |        |  |
|  |                  |                  |                 |                 |       |        |        |        |  |
|  | Utaro Hashimoto  | Utaro Hashimoto  | W+0,5           |                 |       |        |        |        |  |

|  | Semifinali        | Semifinali      | Semifinali      |  |               | Finale        | Finale | Finale |  |
|  |                   |                 |                 |  |               |               |        |        |  |
|  | Hideyuki Fujisawa |                 |                 |  |               |               |        |        |  |
|  |                   |                 |                 |  |               |               |        |        |  |
|  | Yoshio Ishida     | Yoshio Ishida   | W+1,5           |  |               |               |        |        |  |
|  | Yoshio Ishida     | Yoshio Ishida   | W+1,5           |  | Yoshio Ishida | Yoshio Ishida | B+0,5  |        |  |
|  |                   |                 |                 |  | Yoshio Ishida | Yoshio Ishida | B+0,5  |        |  |
|  |                   |                 | Shuchi Kubouchi |  |               |               |        |        |  |
|  | Shuchi Kubouchi   | Shuchi Kubouchi | B+3,5           |  |               |               |        |        |  |
|  | Shuchi Kubouchi   | Shuchi Kubouchi | B+3,5           |  |               |               |        |        |  |
|  | Yoichi Yoshida    |                 |                 |  |               |               |        |        |  |

|  | Semifinali       | Semifinali       | Semifinali       |     |  | Finale | Finale | Finale |  |
|  |                  |                  |                  |     |  |        |        |        |  |
|  | Kōichi Kobayashi | Kōichi Kobayashi | B+R              |     |  |        |        |        |  |
|  | Kōichi Kobayashi | Kōichi Kobayashi | B+R              |     |  |        |        |        |  |
|  | Shoji Hashimoto  |                  |                  |     |  |        |        |        |  |
|  |                  | Kōichi Kobayashi | Kōichi Kobayashi | B+R |  |        |        |        |  |
|  |                  |                  |                  | B+R |  |        |        |        |  |
|  |                  |                  | Rin Kaiho        |     |  |        |        |        |  |
|  | Rin Kaiho        | Rin Kaiho        | B+R              |     |  |        |        |        |  |
|  | Rin Kaiho        | Rin Kaiho        | B+R              |     |  |        |        |        |  |
|  | Tadahiko Chino   |                  |                  |     |  |        |        |        |  |

### Lega
| Giocatore        | K.K.  | H.O. | Y.I. | U.H.  | M.T.   | Risultato | Note |
| ---------------- | ----- | ---- | ---- | ----- | ------ | --------- | ---- |
| Koichi Kobayashi | –     | X    | X    | B+R   | X      | 1-3       |      |
| Hideo Otake      | W+0,5 | –    | B+R  | W+R   | B+10,5 | 4-0       |      |
| Yoshio Ishida    | B+R   | X    | –    | B+R   | X      | 2-2       |      |
| Utaro Hashimoto  | X     | X    | X    | –     | X      | 0-4       |      |
| Masaki Takemiya  | B+4,5 | X    | B+R  | W+8,5 | –      | 3-1       |      |

### Finale
La finale è una sfida al meglio delle cinque partite, il detentore Masao Katō ha affrontato lo sfidante scelto tramite il processo di qualificazione.